# Палмейрополис
Палмейрополис (порт. Palmeirópolis) — муниципалитет в Бразилии, входит в штат Токантинс. Составная часть мезорегиона Западный Токантинс. Входит в экономико-статистический микрорегион Гурупи. Население составляет  7 339 человек на 2010 год. Занимает площадь 1 703,944 км². Плотность населения — 4,31 чел./км².

## Демография
Согласно сведениям, собранным в ходе переписи 2010 г. Национальным институтом географии и статистики (IBGE), население муниципалитета составляет:
| Полное население                               | Полное население                               | Полное население                               | Полное население                               | 7 339 |
| ---------------------------------------------- | ---------------------------------------------- | ---------------------------------------------- | ---------------------------------------------- | ----- |
| в том числе:                                   | Городское население                            | 5 981                                          | Процент городского населения, %                | 81,50 |
|                                                | Сельское население                             | 1 358                                          | Процент сельского населения, %                 | 18,50 |
|                                                | Мужское население                              | 3 704                                          | Процент мужского населения, %                  | 50,47 |
|                                                | Женское население                              | 3 635                                          | Процент женского населения, %                  | 49,53 |
| Плотность населения, чел/км²                   | Плотность населения, чел/км²                   | Плотность населения, чел/км²                   | Плотность населения, чел/км²                   | 4,31  |
| Население муниципалитета в % к населению штата | Население муниципалитета в % к населению штата | Население муниципалитета в % к населению штата | Население муниципалитета в % к населению штата | 0,53  |

По данным оценки 2016 года население муниципалитета составляет 7 645 жителей.

## Статистика
- Валовой внутренний продукт на 2003 составляет 17.046.812,00 реалов (данные: Бразильский институт географии и статистики).
- Валовой внутренний продукт на душу населения на 2003 составляет 2.763,30 реалов (данные: Бразильский институт географии и статистики).
- Индекс развития человеческого потенциала на 2000 составляет 0,728 (данные: Программа развития ООН).

## Важнейшие населенные пункты
| № | Населённый пункт | Населённый пункт (порт.) | Категория | Население чел. (2010) | На карте                        |
| - | ---------------- | ------------------------ | --------- | --------------------- | ------------------------------- |
| 1 | Палмейрополис    | Palmeirópolis            | город     | 5 981                 | 13°02′29″ ю. ш. 48°24′41″ з. д. |